# كينسوكي كازاما
كينسوكي كازاما (باليابانية: 風間健介؛ بالكانا: かざま けんすけ) هو مصور ياباني، ولد في 18 سبتمبر 1960 في ميه في اليابان، وتوفي في يونيو 2017.